# Villiers-lès-Aprey
Villiers-lès-Aprey är en kommun i departementet Haute-Marne i regionen Grand Est (tidigare regionen Champagne-Ardenne) i nordöstra Frankrike. Kommunen ligger i kantonen Longeau-Percey som tillhör arrondissementet Langres. År 2022 hade Villiers-lès-Aprey 47 invånare.

## Befolkningsutveckling
Antalet invånare i kommunen Villiers-lès-Aprey
| Referens: INSEE |